# Haren (Groninga)
Haren é um município dos Países Baixos localizado na província da Groninga.
Encontra-se na parte norte de uma cordilheira de areia chamada Hondsrug. Contém um dos dois dólmens na província de Groningen (na aldeia de Noordlaren) e o maior jardim botânico dos Países Baixos chamado Hortus Haren. O município compreende uma área florestal chamada Appèlbergen (a leste da vila de Glimmen) e um lago chamado Paterswoldsemeer.

## História
As pessoas viviam nesta área já no Neolítico. Ao sul de Haren está o único túmulo megalítico nos Países Baixos fora da província de Drente, onde existem 50 desses monumentos megalíticos. Arqueólogos também fizeram achados isolados da época romana.
Por volta de 1040, o bispo de Utrecht adquiriu a área do atual município de Haren, chamada Gorecht. A cidade de Groningen tinha arrendado dele desde 1392 e finalmente comprou os direitos de glória dele em 1460; Haren pertencia ao "Ommeland" (área circundante) de Groningen.
Entre 1215 e 1594 houve um convento de freiras cistercienses. No entanto, a Reforma também prevaleceu aqui, mas sem muita violência; o último padre católico converteu-se ao calvinismo, e agora foi autorizado a continuar exercendo seu cargo de "dominador"; as últimas dez freiras receberam uma pensão e ficaram em paz.
O domínio da cidade de Groningen foi percebido como opressivo em Haren no século 18. A Revolução Francesa em 1785 tornou-se a ocasião de um levante bem-sucedido. Quando os franceses invadiram alguns anos depois, Haren logo se tornou um município independente. O crescimento e a prosperidade vieram quando mais e mais Groningers ricos se estabeleceram em Haren no século 20. Mas o bairro norte, Helpman, teve que ser cedido de volta à cidade de Groningen.
Em 23 de maio de 1977, na fronteira com a província de Drente, entre Glimmen e De Punt, a tomada de reféns realizada pelos combatentes da independência das Molucas do Sul ocorreu no trem Groningen-Assen. Este foi violentamente encerrado em 11 de junho por uma unidade especial do exército holandês, o Corpo de Fuzileiros Navais, matando seis dos reféns e dois passageiros.
Em 21 de setembro de 2012, tumultos eclodiram com vandalismo e saques em Haren. Tudo por causa de um convite acidentalmente distribuído pelo público para uma festa de aniversário na rede social Facebook. Os eventos foram chamados de Projeto X Haren. Mais de 5 mil pessoas compareceram e mais de 30 pessoas foram presas. Os prejuízos ascenderam a mais de um milhão de euros.